# 沃德内 (扎波罗热州)
47°12′7″N 35°25′53″E / 47.20194°N 35.43139°E
沃德内（烏克蘭語：Водне）是位於烏克蘭東南部的村莊，由扎波羅熱州瓦西里夫卡區的羅茲多爾市鎮負責管轄。該村始建於1810年，面積0.57方公里，海拔高度78米，2001年人口106，人口密度每平方公里186人。